# 怪傑黒頭巾 (つボイノリオの曲)
快傑黒頭巾（かいけつくろずきん）は、つボイノリオが歌唱する楽曲である。

## 概要
1976年2月5日、エレックレコードからシングルで発売。B面はワッパ人生（ワッパじんせい）。
本人のアルバム『ジョーズ・ヘタ』からのシングルカットにあたり、同アルバムと同時発売となった。
このシングルのジャケットには漫画家・赤塚不二夫の漫画『天才バカボン』の登場人物であるバカボンのパパと目ン玉つながりのお巡りさんのイラストが描かれている。

## エピソード
「快傑黒頭巾」において、つボイノリオが日本民間放送連盟の要注意歌謡曲指定制度を「試した」という。歌詞カードから「近藤ムサシ、憎い」の語りの部分を外したところ、要注意歌謡曲のリストに載らず、「レコードを聴いて判断していない」と確信したという。しかし、放送で流すとすぐに指定されてしまったという。1988年に制度が失効するまで放送禁止となるAランク指定を受け続けた。

## 収録曲
SIDE A
- 快傑黒頭巾
  - 作詞・作曲：つボイノリオ / 編曲：池多孝春
  - なお、題名の「黒頭巾」とはコンドームの比喩表現である。

SIDE B
- ワッパ人生
  - 作詞：桐島重石 / 作曲：野々卓也 / 編曲：池多孝春
  - のちにCBS・ソニー（現：ソニー・ミュージックレーベルズ）からA面曲として発売される。詳細はワッパ人生を参照。